# Бондарь, Иван Калистратович
Ива́н Калистра́тович (Каллистратович) Бо́ндарь (1914—1944) — подполковник Рабоче-крестьянской Красной Армии, участник советско-финской и Великой Отечественной войн, Герой Советского Союза (1945).

## Биография
Иван Бондарь родился 29 декабря 1914 года в селе Сосновка (ныне — Конотопский район Сумской области Украины) в крестьянской семье. Получил неполное среднее образование, работал в колхозе. В 1933 году Бондарь был призван на службу в Рабоче-крестьянскую Красную Армию. В 1937 году он окончил Киевское артиллерийское училище. Принимал участие в советско-финской войне, за проявленные мужество и героизм был награждён орденом Ленина. С начала Великой Отечественной войны — на её фронтах. В 1942 году вступил в ВКП(б). Участвовал в Сталинградской битве, освобождении Украинской ССР и Крыма. К апрелю 1944 года подполковник Иван Бондарь командовал артиллерией 87-й стрелковой дивизии 2-й гвардейской армии 4-го Украинского фронта. Отличился во время освобождения Крыма.
Бондарь умело организовал ведение огня и взаимодействие с пехотными и танковыми подразделениями во время прорыва мощных линий немецкой обороны на реке Миус и на Перекопском перешейке, а также во время боёв в Крыму. Погиб 16 апреля 1944 года на подступах к Севастополю на наблюдательном пункте, корректируя огонь артиллерии. Похоронен в братской могиле на Турецком валу.
Указом Президиума Верховного Совета СССР от 23 мая 1945 года за «мужество и отвагу, проявленные в боях с врагом, умелое руководство артиллерийскими подразделениями» подполковник Иван Бондарь посмертно был удостоен высокого звания Героя Советского Союза. Также был награждён двумя орденами Ленина и орденом Красного Знамени.